# Las Golondrinas, Acacoyagua
Las Golondrinas är en ort i Mexiko.   Den ligger i kommunen Acacoyagua och delstaten Chiapas, i den sydöstra delen av landet, 800 km sydost om huvudstaden Mexico City. Las Golondrinas ligger 848 meter över havet och antalet invånare är 358.
Terrängen runt Las Golondrinas är bergig åt nordost, men åt sydväst är den kuperad. Runt Las Golondrinas är det ganska tätbefolkat, med 96 invånare per kvadratkilometer. Närmaste större samhälle är Acacoyahua, 10,4 km söder om Las Golondrinas. Omgivningarna runt Las Golondrinas är en mosaik av jordbruksmark och naturlig växtlighet.